# Trzy Buławy

Herb

Trzy Buławy (Carbothi, Włocha Carbotti) – polski herb szlachecki z nobilitacji.

## Opis herbu
Opis z wykorzystaniem klasycznych zasad blazonowania:
Na tarczy dwudzielnej w słup, w polu prawym, błękitnym skos czerwony obarczony trzema liliami srebrnymi, nad nim dwie, pod nim jedna buława złota. W polu lewym, czerwonym, szczęka wilka srebrna z trzema takimiż zębami. Klejnot nieznany. Labry z prawej błękitne, podbite złotem, z lewej czerwone, podbite srebrem.
Szymon Okolski, podając rysunek tego herbu, zamieścił tylko godła z prawego pola.

## Najwcześniejsze wzmianki
15.04.1590 Zygmunt III nobilituje Angelego de Carbotti, Włocha, Angeli służył królom: Zygmuntowi Augustowi, Henrykowi Walezemu, Stefanowi Batoremu. Brał udział we wszystkich wyprawach moskiewskich tego ostatniego i otrzymał od niego dobra na Żmudzi. Jego herb zostaje rozszerzony przez Andrzeja Batorego, kardynała, o herb rodziny Batorych. W tej sprawie prosili Hieronim Gostomski, kasztelan nakielski, starosta wałecki i Stanisław Bykowski, kasztelan konarski łęczycki, starosta sieradzki. (Datum per manus Joanni Zamoyski). Jego herb rodowy jest w prawym polu, w lewym umieszczono herb Zęby kardynała Andrzeja Batorego.

## Herbowni
Tadeusz Gajl wymienia następujące rody herbownych uprawnionych do posługiwania się tym herbem:
Karboth (Carbotti, Carbothi, Carbotho), Mocarski (Moczarski), Supiński.